# Ilhas Seniavin

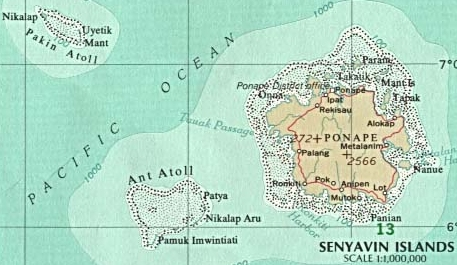
Carta das ilhas Seniavin.

As ilhas Senyavin são um dos arquipélagos que constituem os Estados Federados da Micronésia. O grupo insular é constituído pela ilha de Pohnpei, uma ilha vulcânica de média dimensão (cerca de 334 km²) e dois pequenos atóis (Ant e Pakin).

## História
Os primeiros ocidentais a visitar as ilhas terão sido os tripulantes do navio San Jeronimo, comandado pelo navegador e descobridor português Pedro Fernandes de Queirós. Contudo, a existência das ilhas apenas foi amplamente revelada após a visita feita pelo navegador russo Fiodor Petrovich Litke, em 1828, que as batizou de ilhas Senyavin em honra do almirante russo Dmitri Nikolajewitsch Senyavin. Lütke, que não terá desembarcado, estimou que as ilhas tivessem cerca de 2 000 habitantes.